# Yūki Abe
Yūki Abe (jap. 阿部勇樹 Abe Yūki; ur. 9 września 1981 w Ichikawie, w prefekturze Chiba) – japoński piłkarz występujący na pozycji pomocnika w Leicester City. Mierzy 177 cm wzrostu. Wcześniej grał w JEF United Ichihara Chiba.

## Sukcesy
- wygranie Azjatyckiej Ligi Mistrzów: 2007
- wygranie ligi japońskiej: 2005, 2006